# Тамер Левент
Тамер Левент (нар. 13 жовтня 1950, Ізмір, Туреччина) — турецький актор, режисер, художній керівник та письменник.

## Життєпис
Тамер Левент народився 13 жовтня 1950 року в Каршияці, Ізмір, Туреччина у родині судді Зекі Левента та його дружини, дизайнера Мерал Левент. Відвідував середню школу в Ізмірі. У 1971 році вступив до Державної консерваторії Анкари на театральний факультет. У 1977 році закінчив театральний факультет консерваторії .
Спочатку працював актором, а потім режисером у державних театрах. 25 березня 1994 року був обраний генеральним директором державних театрів. Під час виконання своїх обов'язків на цій посаді, Тамер ініціював проєкт Yes to Art, який справив велике враження в Туреччині. Він проводив теоретичні та практичні дослідження з метою визначення та розширення театральної культури. 
У 2003 році муніципалітет Чорлу відкрив нову сцену його імені (Corlu Municipality Tamer Levent Scene), після чого Левент почав сприяти драматичній освіті в Туреччині та розпочав творчу драматичну діяльність.
Левент викладав акторську майстерність на факультеті педагогічних наук Університету Анкари, Університеті Анадолу, театральному факультеті Нью-Йоркського університету, театральному факультеті Берлінської вищої школи мистецтв, коледжі Бреттон-Холл та Університеті Уорік. У Бельгії, Люксембурзі та Угорщині він брав участь у комітетах та організаціях, де спільно з Європейським парламентом організовувалися театральні зібрання, а також проводив семінари. 
Відповідав за постановку балету у адаптації п'єси Bernarda Alba'nın Evi. Левент також є представником Туреччини в Міжнародній федерації акторів (FIA). Був членом правління IATA (Міжнародної асоціації аматорських театрів). Його статті публікувалися в вітчизняних та закордонних журналах. Окрім акторства та режисури, Тамер Левент є президентом TOBAV (Фонд працівників державного театру опери та балету).
Неодноразово був гостем фестивалів в Канаді, Південній Кореї, Ірані та Північному Кіпрі. Тамер також є засновником і першим президентом TOMEB.
У 1982 році він одружився з Сейнан Сезгін, продюсером і ведучою популярної програми TRT 2 «Аксама Догу». У 1984 році у них народився син Ефе, а в 1985 році — донька Хейзел.

## Фільмографія
- Перелітний птах / Yalı Çapkını, 2024
- Сховай мене / Sakla Beni, 2023
- Дівчина за склом / Camdaki Kız, 2021

- Мій супутник 2 / Yol Arkadaşım,2018

- Дика груша / Ahlat Ağacı, 2018

- Наречена зі Стамбула / Istanbullu Gelin, 2017

- Відважний і красуня / Cesur Ve Güzel, 2016

- Риба у воді / Suda Balik, 2016

- Майбутнє / Future, 2015

- Я знову тебе кохаю / Aşk Yeniden, 2015

- Зимова сплячка / Kis Uykusu, 2014

- Вода та вогонь / Su ve Ates, 2013

- Інша сторона гори / Tepenin ardi, 2012

## Нагороди
- 45th Ankara Arts Association Theatre Awards 2009, премія «Найкращий актор».
- 6th Asia Pacific Cinema Academy Awards (APSA); Його було обрано як найкращого актора разом із двома іншими номінантами від країни за роль у фільмі Tepenin Ardı.
- Тамера обрали найкращим актором на 24-му кінофестивалі в Анкарі за роль у фільмі Tepenin Ardı.
- На 3-му кінофестивалі в Малатії він був обраний найкращим актором разом зі своїми колегами Мехметом Озгюром, Рехою Озджаном, Фурканом Берком Кіраном.
- Почесна нагорода 81-го мовного фестивалю 2013 Мовна асоціація.
- Спеціальна нагорода відбіркового комітету 20-ї Нагороди Садрі Алішика для акторів театру та кіно («Kış Uykusu»).
- 4th New Magazine Theatre Awards 2016 Honor Award.
- 2016 Почесна премія Ісмет Кюнтай.
- TAKSAV 21-й Міжнародний театральний фестиваль в Анкарі «Почесна нагорода фестивалю» 2016.